# Long form
Nell'improvvisazione teatrale, la long form è una forma di spettacolo costituito da scene correlate fra loro da trama, personaggi o temi.
Non esistono copioni o canovacci: di solito vengono chiesti al pubblico uno o più suggerimenti o input che aiuteranno a sviluppare la performance: questa può prendere la forma di un tipo specifico di teatro o stile cinematografico, o ricalcare lo stile di un particolare autore, o genere letterario. Le scene possono essere completamente scollegate fra di loro con l'eccezione di un singolo elemento di contatto.
Alcune long form seguono uno schema strettamente narrativo mentre altre si focalizzano sullo sviluppo del personaggio, sull'esplorazione delle relazioni, o sull'estrapolazione di temi e idee. La struttura più conosciuta è Harold.

## Long formd'improvvisazione teatrale
Sotto il termine long form sono comunemente raggruppate le esibizioni teatrali d'improvvisazione che prevedono la costruzione di storie improvvisate di ampio respiro.
In particolare Harold, formato nato negli Stati Uniti, inizia con un suggerimento del pubblico, solitamente una frase o una parola.
Gli attori presentano in scena, all'inizio dello spettacolo, numerose “micro-improvvisazioni” legate al suggerimento proposto, e  alcune di queste saranno scelte come temi ed elementi delle storie successive che si svilupperanno durante la performance.
Le diverse storie improvvisate, che vivono in parallelo ed indipendenti tra loro, contengono quindi elementi comuni, perché nate dal medesimo spunto: per gli spettatori risulterà interessante e piacevole riconoscerli e trovare i legami tra le varie situazioni.
Durante la long form le varie storie si alternano, inseguendosi ed intersecandosi, in una varietà di ritmi e di linguaggi, accompagnate da musiche seguite dal vivo e rigorosamente improvvisate.
Nello spettacolo possono coesistere situazioni comiche e drammatiche in una continua mescolanza di stili. Caratteristiche forti del lavoro sono, infatti, l'utilizzo e l'associazione di differenti linguaggi teatrali, dal naturalistico, all'onirico, al poetico, al cantato, all'espressione corporea.